# Крутая (приток Сосновки)
Крутая — река в России, протекает по Топкинскому и Юргинскому районам Кемеровской области.
Устье реки находится в 21 км по правому берегу реки Сосновка. Длина реки составляет 12 км.

## Данные водного реестра
По данным государственного водного реестра России относится к Верхнеобскому бассейновому округу, водохозяйственный участок реки — Иня, речной подбассейн реки — бассейны притоков (Верхней) Оби до впадения Томи. Речной бассейн реки — (Верхняя) Обь до впадения Иртыша.